# Magnus K. Murray
Magnus K. Murray (ur. 1787 w Filadelfii, zm. 4 marca 1838) – amerykański polityk. Sprawował urząd burmistrza Pittsburgha od 1828 do 1830 roku i ponownie od 1831 do 1832 roku.

## Wczesne życie
Murray urodził się w Filadelfii. Uczęszczał na Pennsylvania University, gdzie zdobył tytuł licencjata i magistra.

## Upamiętnienie
Murray Avenue w okolicy Pittsburgh Squirrel Hill jest nazwana od jego nazwiska.